# La Veillée du troisième millénaire
Albums de Tri Yann
Tri Yann en concert La Tradition symphonique
La Veillée du troisième millénaire est un album de Tri Yann sorti en 1998, conçu en collaboration avec Mathieu Vidard de Radio France. Cet album raconte la vie du groupe sur dix épisodes entrecoupés de chansons du groupe enregistrées lors d'un concert pendant l'été 1997 ainsi que de chansons des précédents albums. Il a été tiré à (seulement) 12 000 exemplaires.

## Conception
Ce double CD rassemble des extraits de concerts côté scène et côté coulisses, ainsi que des entretiens avec les membres de Tri Yann. 

## Titres
| 1. | Les 3 Yann, 30 ans de complicité    | 9:33  |
| 2. | Les 7 Yann d'aujourd'hui            | 9:55  |
| 3. | Nantes, la Bretagne, le Monde       | 10:49 |
| 4. | La Veillée du troisième millénaire  | 9:43  |
| 5. | Vive la République, vive la liberté | 11:17 |

| 1. | De 7 à 77 ans           | 9:45  |
| 2. | Coco Showbiz            | 8:17  |
| 3. | On the Road Again       | 10:23 |
| 4. | La Cuisine des Tri Yann | 9:32  |
| 5. | Retour au bercail       | 10:54 |

## Musiciens
- Jean Chocun : chant, chœurs, guitare acoustique, mandoline, banjo, dulcimer
- Jean-Louis Jossic : chant, chœurs, cromorne, chalemie, bombarde, psaltérion
- Jean-Paul Corbineau : chant, chœurs, guitare acoustique
- Jean-Luc Chevalier : guitares, basse
- Louis-Marie Seveno : basse, violon
- Christophe Le Helley : claviers, instruments médiévaux, harpe celtique
- Gérard Goron : batterie, percussions, chœurs, mandoloncelle, dulcimer, guitare électrique